# Obamagate
Obamagate é uma teoria da conspiração que apareceu na comunidade conservadora Americana, alegando que o presidente Barack Obama já usou o aparato estatal (FBI) para tentar prejudicar Donald Trump, algumas semanas antes da eleição deste último. Em maio de 2020, o próprio presidente Trump acusou seu antecessor de traição. O termo "Obamagate" é uma referência ao Caso Watergate.

## História e contexto
Essa teoria foi publicada sob o termo "Obamagate" em maio de 2020, após várias declarações públicas intrigantes do presidente Trump, após as críticas de Obama à administração de Trump da Pandemia de COVID-19 nos Estados Unidos. Por convenção e cortesia, um ex-presidente dos Estados Unidos geralmente se abstém de criticar um sucessor. O contexto para o início do caso é a decisão do Procurador Geral dos Estados Unidos William Barr, de arquivar as acusações contra Michael T. Flynn, processado por mentir sobre seus contatos com um Diplomata russo, encerrando assim o assunto de Russiagate.

## Acusações
Em meados de maio de 2020, Donald Trump acusa Barack Obama e seu governo, incluindo Joe Biden, de ter passado as últimas semanas de seu mandato investigando Michael T. Flynn e de "usar ilegalmente o serviços governamentais "para prejudicá-lo".